# Пољопривреда Молдавије
Молдавија је аграрно-индустријска држава, са пољопривредним земљиштем које заузима 2.499.000 хектара на укупној површини од 3.384.600 хектара. Процењује се да је од овога 1.810.500 хектара обрадиво. Молдавија се налази у источној Европи и нема излаз на море, граничи се са Румунијом и Украјином. Пољопривредни сектор Молдавије има користи од географске близине великих тржишта, односно Европске уније. Као удео у БДП-у, пољопривреда је опала са 56% у 1995. на 13,8% у 2013. Подаци из 2015. процењују да је пољопривреда чинила 12% БДП-а Молдавије. Пољопривреда као сектор је извозно оријентисана, а састав укупног извоза Молдавије садржи пољопривреду и пољопривредно-прехрамбени сектор као главну компоненту. 70% пољопривредно-прехрамбеног извоза у 2012. укључивало је пића, јестиво воће и орашасте плодове, уљарице, препарате од поврћа и житарице.  Воћу, поврћу и орашастим плодовима приписује се 33% извоза Молдавије за 2011–2013. Молдавија је такође један од десет највећих извозника јабука у свету. Међутим, због дугогодишњег нагласка на воћу, поврће се често увози.
Опадајући удео пољопривреде у БДП-у не обухвата националну додату вредност, где пољопривредни сектор у Молдавији има највећи удео у односу на земље Централне и источне Европе, уз ниску продуктивност. Раст Молдавије одговара опадању улоге пољопривреде као сектора и растућем значају услужног сектора, усклађујући се са трендовима раста привреда у развоју.

## Пољопривредни сектор
73% коришћених пољопривредних површина чини обрадиво земљиште. Овај проценат је међу највишим у источној Европи. Подручје Молдавије може се поделити на три различите агроеколошке зоне, где се терен, тип земљишта, клима и доступност воде разликују између северне, централне и јужне агроеколошке зоне. Ратарски усеви највише одговарају северној агроеколошкој зони. Коришћење површине земљишта за пољопривредну производњу варира, при чему је хортикултурна производња чинила 22,3% пољопривредне производње у 2013. 281.000 хектара земље заузимају воћњаци и виногради, док сенокоси и пашњаци покривају око 352.300 хектара. Ове бројке се могу посматрати као проценат коришћене пољопривредне површине, при чему од овога трајни засади заузимају 10%, а природни пашњаци и ливаде 17%. Пољопривредна површина у Молдавији није у потпуности искоришћена, пошто се процењује да се 18-20% ове површине не обрађује као резултат некоришћења од стране власника земљишта или оскудних ресурса. Пољопривреда у Молдавији обухвата и шумарство, лов и риболов. Пољопривредну производњу Молдавије карактерише природни потенцијал, људски ресурси и технолошка ефикасност.
Споразум о придруживању између Молдавије и Европске уније, потписан 2014. године, укључује Дубоку и свеобухватну зону слободне трговине, која поставља основу за улазак Молдавије на тржиште ЕУ са својим производима и услугама.

### Природни потенцијал
Што се тиче природног потенцијала, умерена клима Молдавије са сувим и благим зимама и топлим летима са почетним интензивним падавинама фаворизује пољопривредну производњу. Топли период је у просеку 190 дана годишње. 2010. године Молдавија је имала просечну температуру ваздуха за годину од 10,6 °C. Падавине као фактор производње немају конзистентност на годишњем нивоу. Лето је највлажнија сезона, са 39% укупних годишњих падавина. 2010. године количина падавина је била 734 мм. Између 1887. и 2010. године, падавине су се повећале за 66 мм на годишњем нивоу. Ово повећање није било доследно, јер су се током овог периода дешавале и суше, као на пример 2009. Суша 2012. године изазвала је пад производње кукуруза за 60%, што је такође утицало на друге усеве, укључујући пшеницу и сунцокрет, као резултат ограничене доступности воде као фактора производње.
Састав земљишта постоји као још један фактор пољопривредне производње, при чему се молдавски типови земљишта одликују природном плодношћу, јер у њима доминира црница. 80% молдавске површине има црницу унутар тла. Квалитет пољопривредног земљишта варира по хектару, при чему се 27% овог земљишта сматра добрим, а сваки други хектар је просечног квалитета. Састав земљишта варира у укупном пољопривредном земљишту, у зависности од агроеколошке зоне Молдавије.

#### Деградација земљишта и утицај на пољопривредну праксу
Деградација земљишта и њен утицај на продуктивност пољопривредног земљишта настали су као резултат смањења шумских површина, управљања водама и неодрживих пољопривредних пракси. Виши нивои ерозије и клизишта су настали због смањења процента шумских површина, које чине 11% укупне површине земљишта. Годишњи губитак хумуса (органске материје у земљишту) се процењује на 5-7 тона по хектару, са годишњим трошком за привреду који се предвиђа на 239 милиона америчких долара. Природни плодни састав земљишта је угрожен и суочава се са поремећајем као резултатом деградације, нарушавајући равнотежу азота, фосфора и калијума у земљишту. 2 милиона хектара је погођено деградацијом у последњих 20–25 година.

### Људски ресурси
Пољопривреда као извор запошљавања је опала са 50% на 28% за становништво у 2015. години, заједно са падом пољопривредне производње као удела у укупној производњи у Молдавији. У 2000, половину укупне запослености обезбеђивала је пољопривреда. У погледу људских ресурса за пољопривредни сектор, рурално становништво се сматра примарним извором запошљавања. Од најсиромашнијих 40% становништва Молдавије, 75% ове популације живи у руралним подручјима. Пољопривреда овде испуњава социо-економску улогу, као послодавац у крајњој инстанци и као метод развоја руралних подручја.

### Технолошка ефикасност
На пољопривредну производњу утичу модерне технологије, укључујући машине, ђубриво и наводњавање. Неуспех у усвајању савремених пољопривредних технологија као што су усеви отпорни на сушу и противградна заштита допринели су нестабилности у пољопривредној производњи Молдавије. Више цене улагања током глобалне финансијске кризе допринеле су паду пољопривредне производње. Пољопривредна улагања за гориво, ђубриво и хемикалије за заштиту биља се увозе, при чему су молдавски пољопривредни произвођачи изложени ризицима нестабилности цена и смањене међународне конкурентности.
Наводњавање такође постоји као фактор производње због релативно сушне климе у Молдавији. У Молдавији за 131.688 хектара функционише 78 система за наводњавање.

## Примарна пољопривредна производња
Пољопривреда у Молдавији укључује хортикултуру, виноградарство и производњу житарица као примарне методе пољопривреде. Примарну пољопривредну производњу у Молдавији чине сектор ратарства и сточарства, који чине 66,3% односно 33,7% пољопривредне производње у 2014. години. Седам производа су главни покретачи 90% пољопривредне производње, а чине их житарице, грожђе, свиње, живина, млеко и воће и поврће.
Молдавску хортикултурну индустрију, коју скоро у потпуности чине мала и средња предузећа, подржава шема Воћне баште Молдавије. Иницијатива је део помоћи Европске уније Молдавији, а настоји да промовише трговину и економски раст, као и пољопривреду и руралну производњу.
Испоруке конзервираног поврћа у Европску унију порасле су за 455 одсто између 2014. и 2016. године, док се извоз молдавског конзервираног воћа и орашастих плодова више него удвостручио, а продаја кестена је скоро утростручена. Између 2015. и 2019. године, удео молдавског извоза у Европу порастао је са око 50% на 68%.
Еуроплант, породично предузеће и узгајивач лука и кромпира, основао је Раду Гросу. Добио је средства из шеме Башта Молдавије, као и 720.000 евра од Европске уније преко ПроКредит банке за изградњу складишта у близини главног града Молдавије, Кишињева.

### Производња
Молдавија је 2018. произвела:
- 1,1 милион тона пшенице
- 788 хиљада тона семена сунцокрета
- 730 хиљада тона грожђа
- 707 хиљада тона шећерне репе (која се користи за производњу шећера и етанола)
- 665 хиљада тона јабуке
- 175 хиљада тона јечма
- 174 хиљаде тона кромпира
- 132 хиљаде тона шљиве

Поред мањих производња других пољопривредних производа, попут уљане репице (85 хиљада тона). Молдавија има производњу грожђа и јабука, између 20. и 25. места по величини у свету, а производњу шљива и семена сунцокрета између 10. и 15. места по величини у свету.

### Сектор усева
Ратарска производња је чинила 60-70% укупне пољопривредне производње у периоду 2001–2012. У овом сектору постоји фокус на расуте сировине за извоз, како у Заједницу независних држава тако и у ЕУ. У сектору доминирају усеви са ниском додатом вредношћу, при чему 80% обрадиве површине заузимају житарице, уљарице, шећерна репа и крмне културе. Нарочито житарице заузимају високо учешће обрадивих површина - 70% укупних засејаних површина. Примарни усеви у Молдавији, као резултат значаја сектора житарица, укључују пшеницу, јечам, кукуруз и уљану репицу. Наиме, пшеница, кукуруз и јечам заузимају више од половине засејаних површина у Молдавији. На 894.000 хектара површине Молдавије гајене су житарице и махунарке 2011. године, кукуруз на 455.500 хектара и пшеница на 301.800 хектара. Жетва у 2011. години дала је 2.498.200 тона житарица и махунарки. Фокус на производњу житарица произашао је из ниских захтева за капиталом, поуздане потражње на тржишту и лаке примене велике механизације за производњу.
Пољопривредна предузећа су више специјализована за производњу житарица, као и за производњу сунцокрета, грожђа и шећерне репе. Ово се разликује од индивидуалних фарми, где је фокус централизован на грожђе, кромпир, поврће и воће, кукуруз и сточну храну. Производи са високом додатом вредношћу имају низак ниво производње, због захтева улагања и доступности наводњавања. Производи као што су воће и поврће такође се ослањају на увезено семе или саднице, са почетним захтевима који су скупи за производњу. На усеве воћа и поврћа отпада мање од 20% коришћене пољопривредне површине.
Сандунелу, узгајивач шаргарепе, лука и цвекле, производи око 60% лука и шаргарепе који се продају у молдавским супермаркетима. Компанији је додељено 492.000 евра од Мобијасбанке, коју подржава Европска инвестициона банка. Фирми је пружена и помоћ пословног консалтинга, која је помогла у припреми документације за кредит.

### Виноградарство
Молдавија се налази на листи првих десет земаља по производњи и извозу вина. Сектор је извозно оријентисан и чини 11% укупног молдавског извоза у 2011. Овај проценат је опао са 35% у 2005. Као удео у индустријској производњи, вино је чинило 7% ове бројке између 2008. и 2010. Између 2011. и 2013. године, вино као извоз нарасло је на скоро 16% вредности извоза Молдавије. Процењује се да ће 139,9 хиљада хектара бити култивисано и коришћено кроз винограде.Од 2014. године, лиценце за производњу у виноградарству имала је 191 винарија у Молдавији. Две од девет јединица за органску прераду у Молдавији су укључене у узгој органског грожђа за производњу органског вина.

### Сектор сточарства
2011. године сточарством се бавило 61,2% свих пољопривредних газдинстава. Поред пада укупне пољопривредне производње, опао је и број сточног фонда, где је у периоду 2001–2010. опало 16% фонда свиња и 40% фонда говеда у газдинствима. Сточарски сектор у Молдавији има мању улогу у пољопривредној производњи у поређењу са сектором ратарства. Нижи нивои производње у сектору позиционирају Молдавију као нето увозника највећег дела сточарских производа. Оваква улога у производњи је стабилна и карактеришу је нижи нивои конкурентности. За сектор сточарства, ограничења домаћих ресурса делују као препрека производним капацитетима. Још један ефекат који ограничава сектор сточарства су климатске промене, при чему на производњу утичу више температуре и чешћа колебања падавина.

### Органска пољопривреда
2,87% обрадиве површине Молдавије је коришћено за органску пољопривредну производњу. Процењује се да 94% ове земљишне површине чине земљишни поседи величине 50 хектара или више. Органска пољопривреда као компонента пољопривредног сектора Молдавије допринела је процењеној  вредности пољопривредног извоза од 3,18% у 2013. Овај регистровани извоз износио је 31,5 милиона евра, на нивоу извоза од преко 80.000 тона. 59 органских произвођача је регистровано у Молдавији од 2013.Органска пољопривреда је повећала раст због потражње тржишта ЕУ, политике подршке сектору и веће премије цена за произвођаче.

## Историја пољопривреде у Молдавији
Од 1995. године, пољопривредна производња је испоручивала око 40% укупне производње у Молдавији, запошљавајући отприлике 1/3 укупне радне снаге. Између 1987. и 1990. године, трговинска корпа Молдавије представљала је пољопривредне и прехрамбене производе са више од 50% укупног извоза. Састав сектора у периоду 1989-1990. обухватао је сектор ратарства који је чинио 60% вредности пољопривредне производње и сточарски сектор са 40%. Пољопривредно земљиште за овај период износило је 2,3 милиона хектара, од чега су оранице заузимале 1,5 милиона хектара. Историјски гледано, пољопривредна производња је чинила већи проценат БДП-а, где је између 1995. и 1997. године чинила 27,39%, у поређењу са 9,03% за 2007–2009. У периоду 1989–1993, процењено је да је укупна пољопривредна производња у Молдавији опала за 33%. Пад пољопривреде се десио у сектору сточарства, са падом производње меса за 40% између 1991. и 1993. Молдавија је као бивша чланица Совјетског Савеза историјски имала приступ значајном тржишту, као 1972. године, где је молдавски извоз стоке чинио 1% говеда и 2% свиња у СССР-у.

## Утицај климатских промена на пољопривреду у Молдавији
За пољопривредни сектор, нераскидива веза између пољопривреде и климатских услова, укључујући температуру и падавине, доводи до нестабилности климе као ризика. Директна и индиректна међузависност пољопривреде и руралног становништва излаже климатске промене као проблем за привреду, због социо-економске рањивости. Несталност климе је историјски допринела смањењу приноса и повећаним ризицима за пољопривредни сектор Молдавије. Природне опасности у 2007. години утицале су на БДП Молдавије између 3,5-7%, уз већину губитака у пољопривредном сектору и руралним областима.
Записи о просечној температури у Молдавији пружају доказе о повећању за 1 °C за годишње просечне температуре између 1887. и 2010. Кумулативни климатски подаци подржавају тренд повећања температуре и пољопривредници су их приметили у већим екстремима топлотних догађаја.
Временски догађаји су се повећали по озбиљности, дуготрајности и учесталости, посебно у случају суша и поплава. Са продуженим сушама које доводе до осиромашеног водоснабдевања, повећане су потребе за наводњавањем. Због релативно сушне климе у Молдавији, наводњавање стоји као фактор производње за усеве у пољопривреди. Разлика између расположивости наводњавања и потражње за наводњавањем резултира незадовољеним потражиоцима, што доводи до сукоба око водних ресурса. Ефекти климатских промена на водне ресурсе у Молдавији варирају и временом су били прогресивни. 26% пада производње у Молдавији у 1994. години се може приписати природним катастрофама, првенствено тешкој суши. Суше 1992. и 1994. сматране су неуобичајеним, а испитивање образаца падавина открило је да су се ризици од суше повећали, као и њихов потенцијал за већи обим. Већа варијабилност падавина као резултат климатских промена повећала је ризик од поплава поред суше. Поплаве у 2010. години имале су утицај од процењеног смањења од 0,15% на БДП Молдавије, са процењеним трошковима од 42 милиона америчких долара.Утицај ових поплава се углавном осетио у пољопривредним областима у Молдавији.